# Agabus heydeni
Agabus heydeni är en skalbaggsart som beskrevs av Wehncke 1872. Agabus heydeni ingår i släktet Agabus och familjen dykare. Inga underarter finns listade i Catalogue of Life.